# Comitê para Democratização da Informática
O Comitê para a Democratização da Informática é uma organização social que usa a Informática para transformação social de comunidades e estimulando empreendimentos, educação e cidadania.  Está presente em 842 instalações em 15 países (Brasil, Chile, Colômbia, Espanha, Estados Unidos, Inglaterra, México, Venezuela, Portugal, País de Gales, Irlanda, Escócia, Polônia, Romênia e Letônia) e atingiu mais de 1,64 milhão de pessoas.  24 escritórios regionais e internacionais a coordenam e acompanham, estendendo-se aos lugares mais remotos da América Latina, beneficiando pessoas de diferentes faixas etárias, culturas, raças e etnias.

## História
Nos primeiros anos da década de 90, Rodrigo Baggio, presidente e fundador, era um jovem com bem-sucedida experiência no setor privado, com passagem por empresas como Accenture e IBM. Poderia manter-se assim por muito tempo, em condição financeira e profissional estável, não fosse a insatisfação com os rumos de sua vida e a vontade legítima de atuar no campo social. Foi quando deu uma guinada, começando a plantar, junto com amigos e voluntários, a semente da organização.
Baggio iniciou sua nova trajetória com a campanha “Informática para Todos”, pioneira na América Latina, que arrecadou computadores para a população do Morro Dona Marta, em Botafogo, no Rio de Janeiro. Mas era preciso ir além: ensinar a juventude daquela comunidade a manter esses equipamentos e, sobretudo, a extrair o melhor da tecnologia.  A necessidade de implantar naquela comunidade a cultura da Informática motivou Rodrigo, então, a se tornar um verdadeiro empreendedor social, enfrentando os mais céticos e pessimistas. Nascia, assim, cercada de desafios, a organização não-governamental Comitê para a Democratização da Informática, a primeira a realizar ações de inclusão digital sustentável em benefício de populações menos favorecidas.
O primeiro projeto Comunidade (na época, chamado de EIC), instalado no Morro Dona Marta, acabou gerando outros espaços semelhantes em diversas comunidades de baixa renda no Brasil e, logo depois, em vários países latino-americanos. O modelo da rede ganhou visibilidade e capilaridade num ritmo tão veloz que nem o próprio Rodrigo imaginara. E, a partir daí, vem inspirando diversas ações e movimentos contra o apartheid digital, pois tanto a organização quanto seu fundador tornaram-se, reconhecidamente, referência mundial na área de inclusão digital.

## Método
O Comitê utiliza o método dos cinco passos, baseada no Método Paulo Freire. Paulo Freire desenvolveu uma técnica de alfabetização de adultos simplificada, baseada no contexto do universo de cada indivíduo, tornando-os agentes de sua própria transformação.  O Comitê adaptou os passos para as salas de inclusão digital de seus projetos:
1. leitura de mundo, onde os alunos são estimulados a analisar a própria realidade;
2. análise dos problemas, quando chegam a uma conclusão de um problema comum a todos;
3. planejar a ação, passo onde devem propor uma forma de solucionar o problema;
4. execução, que envolve a mobilização da comunidade para a ação;
5. avaliar o caminho percorrido, fechando um ciclo e dando início a uma nova etapa.

Todos seus educadores são capacitados nesse método, que é o diferencial da organização em relação a outras ações de inclusão digital: a tecnologia se torna meio e não apenas fim. O objetivo maior é o desenvolvimento da consciência cidadã para que os indivíduos consigam transformar a realidade em que vivem para algo melhor e mais positivo. O Comitê transforma vidas através da tecnologia.

## Números
Até 2025, o Comitê para Democratização da Informática (agora Recode) alcançou marcos expressivos em sua trajetória:
- presença em 15 países
- 24 escritórios regionais no Brasil
- 842 espaços de empoderamento digital
- 69.306 pessoas diretamente atentidas pelos projetos e programas oferecidos
- 1,9 milhão de pessoas beneficiadas, desde 1995.

## Críticas
O CDI não prefere sistemas livres, sendo patrocinada por grandes fornecedores de Informática como a Microsoft, assim deixando de contribuir para a liberdade digital, para o controle dos formados sobre seus próprios dispositivos, limitando a utilidade do que aprendem e afastando muitos voluntários.

## Prêmios e reconhecimento
| 1997 | Rodrigo Baggio se torna fellow da organização internacional Ashoka Empreendedores Sociais. |
| 1999 | O Comitê recebe o Prêmio Criança, da Fundação Abrinq. São Paulo (SP), Brasil. Rodrigo Baggio é indicado pela revista Time/AL como um dos 50 Líderes Latinoamericanos para o Novo Milenio. |
| 2001 | O Comitê conquista o certificado Tecnologia Social Efetiva, da Fundação Banco do Brasil. Rio de Janeiro (SP), Brasil. O Comitê ganha o certificado de Qualidade para Experiências Inovadoras, da Unesco. Rio de Janeiro (RJ), Brasil. O Comitê fica com o título Highly Rated Project, do Fórum Econômico Mundial. Davos, Suíça. O Comitê Espírito Santo recebe o diploma Empresa Cidadã, da ONG Movimento Vida Nova. Vila Velha (ES), Brasil. O Comitê Paraná é agraciado com o troféu Dignidade Solidária, na categoria ONG Educação, oferecido pelo Centro Paranaense da Cidadania. Curitiba (PR), Brasil.                                                                             |
| 2002 | O Comitê conquista o Prêmio Unesco, na categoria Comunicação e Informação. Rio de Janeiro (RJ), Brasil. O Comitê ganha a menção honrosa Ideia Inovadora em Captação de Recursos, do Prêmio Empreendedor Social. Iniciativa da Ashoka Empreendedores Sociais e McKinsey & Co. São Paulo (SP), Brasil. O Comitê fica com o Prêmio Banco Mundial de Cidadania, no Encontro Nacional de Experiências Sociais, pelo projeto “Adoção de Escolas de Informática e Cidadania por Empresas e Organizações Públicas”. Brasília (DF), Brasil. O Comitê é contemplado com o Prêmio Geração Capaz, na categoria Terceiro Setor, do Centro de Integração Empresa-Escola (CIEE). Rio de Janeiro, Brasil. |
| 2003 | Prêmio Top Social, da Associação dos Dirigentes de Vendas e Marketing do Brasil Prêmio World Technology Award, na categoria Empreendedorismo Social, da academia World Technology Network. São Francisco, Estados Unidos. |
| 2004 | O Comitê figura entre os 50 contemplados do Prêmio Bem Eficiente, da Fundação Kanitz e conquista o Prêmio Microsoft de Inclusão Digital, ambos em São Paulo, SP, Brasil. A rede da Colômbia obtém o Prêmio AGFUND de la Arábia, na terceira categoria. Programa do Golfo Árabe para as Organizações de Desenvolvimento das Nações Unidas. Tunísia, África. O Comitê ganha o Prêmio Telemar de Inclusão Digital na categoria ONG Região Sudeste e Rodrigo Baggio conquista um dos títulos “Personalidade”. |
| 2005 | O Comitê lança seu primeiro livro, “10 Anos de Conquistas Sociais”, patrocinado pela Microsoft e editado também em espanhol e inglês. A obra vem acompanhada de um vídeo institucional em versão de quatro e vinte minutos, nos três idiomas. O Comitê é uma das instituições escolhidas pela Skoll Foundation para receber recursos destinados ao seu desenvolvimento institucional, durante três anos. A Skoll apóia ações de empreendedorismo social no mundo todo. O Comitê ganha o Prêmio FINEP de Inovação Tecnológica - Região Sudeste, na categoria Inovação Social. |
| 2006 | O Comitê e Rodrigo Baggio são contemplados, cada um, com o certificado de colaborador da Pastoral do Menor, projeto da Arquidiocese do Rio de Janeiro. O Comitê conquista o certificado “Destaque Sucesu 40 anos” pelo uso inovador que deu à tecnologia da informação e Rodrigo Baggio recebe o mesmo reconhecimento, de um júri popular, como uma das personalidades mais importantes no campo da informática e das telecomunicações nos últimos 40 anos. O Comitê ganha menção honrosa da Development Gateway Foundation em reconhecimento à excelência no uso da tecnologia da informação e comunicação para o desenvolvimento.                                                       |
| 2007 | O Comitê recebe o Prêmio Inteligência Social, concedido pela Genera. O Comitê é tema do concurso “Grand Prix Jovens Criativos”, promovido pelo jornal O Globo, que destacou os melhores trabalhos de criação feitos por universitários sobre a campanha Amigos do Comitê para a Democratização da Informática, destinada a pessoas físicas. |
| 2012 | Top 100 NGO's, Global Journal, Suíça. |
| 2013 | Top 100 NGO's, Global Journal, Suíça. |
| 2013 | Best for the World Organizations - Overall List, B-Lab, EUA. |
| 2013 | O Comitê fica em terceiro lugar no Skoll Social Entrepreneurship Challenge, maior crowdfunding social do mundo, promovido pela Skoll Foundation. |
| 2014 | Best for the World Organizations - Overall List, B-Lab, EUA. |
| 2014 | O Comitê ganha o prêmio de captação Mobiliza 2014 por seu desempenho no Skoll Challenge. |
| 2014 | Marcel Fukayama, CEO do Comitê, é considerado pela revista GQ um dos 10 CEOs mais inspiradores do Brasil e um dos 30 jovens mais talentosos do país antes dos 30 segundo a Forbes Brasil. |
| 2014 | Rodrigo Baggio representa o Comitê no TED South, primeiro TED Global realizado no Hemisfério Sul, abrindo a sessão sobre Empoderamento Digital do evento. |
| 2014 | Rodrigo Baggio é contemplado com o prêmio Empreendedor Social do Mundo do Fórum Mundial de Empreendedores, em Lion (França). O prêmio é considerado o "Oscar" do empreendedorismo social. |
| 2015 | O Comitê entra na lista da Global Geneva das 100 organizações sociais mais influentes no mundo. |

### Títulos, registros e certificados
- Título de Utilidade Pública Federal
- Título de Utilidade Pública Estadual
- Certificado de Entidade Beneficente de Assistência Social
- Registro no Conselho Nacional de Assistência Social
- Registro no Conselho Municipal de Assistência Social
- Registro no Conselho Municipal dos Direitos da Criança e do Adolescente